# Hipermutación somática
La hipermutación somática (o SHM, por sus siglas en inglés) es un mecanismo celular, que forma parte del modo en cómo se adapta el sistema inmunitario a nuevos elementos extraños (por ejemplo bacterias). Su función es diversificar los receptores que usa el sistema inmunitario para reconocer elementos extraños (antígeno) y permite al Sistema inmunitario adaptar su respuesta a las nuevas amenazas que se producen a lo largo de la vida de un organismo. La hipermutación somática implica un proceso de mutación programada que afecta a las regiones variables de los genes de inmunoglobulina. A diferencia de muchos otros tipos de mutación, la SHM afecta solo a células inmunitarias individuales y sus mutaciones no se trasmiten a la descendencia.
Se está estudiando la posibilidad de que una hipermutación somática mal dirigida sea un posible mecanismo del desarrollo de linfomas de Linfocitos B.

## Localizaciones
Cuando un linfocito B reconoce un antígeno, recibe estímulos para dividirse (o proliferar). Durante la maduración, el locus del receptor de linfocitos B sufre una tasa extremadamente elevada de mutación, de al menos es de 105-106 veces mayor que la tasa normal que se da en el genoma.
Las mutaciones que se dan son principalmente sustituciones de una sola base nitrogenada, con inserciones o deleciones ocasionales que se dan en los "puntos calientes" localizados a lo largo de los segmentos de ADN que codifican las regiones variables de inmunoglobulina. Esta hipermutación no es al azar y permite seleccionar linfocitos B que expresan receptores de inmunoglobulina que poseen la capacidad de reconocer un antígeno específico.

## Mecanismo

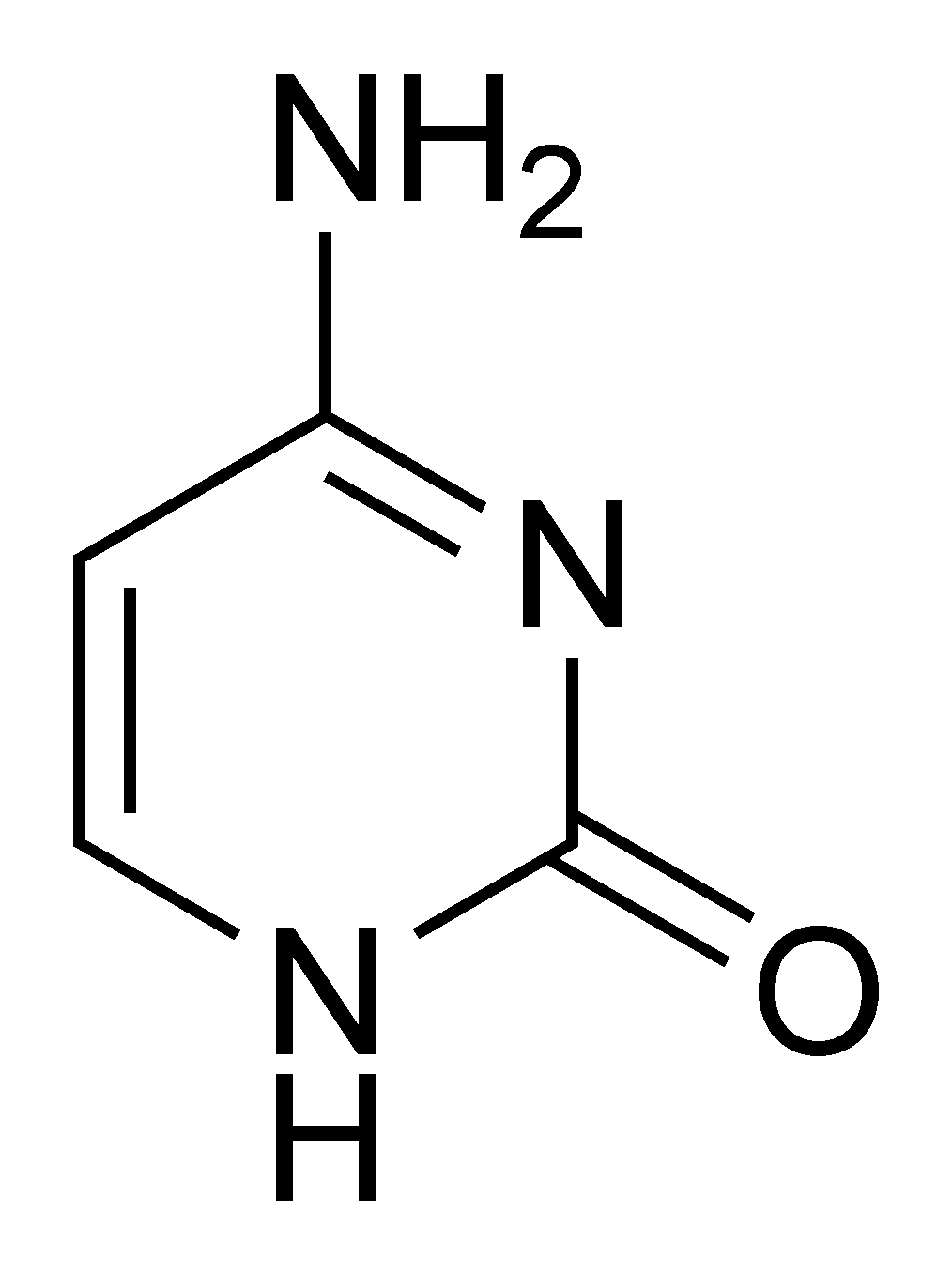
Estructura química de la citosina.

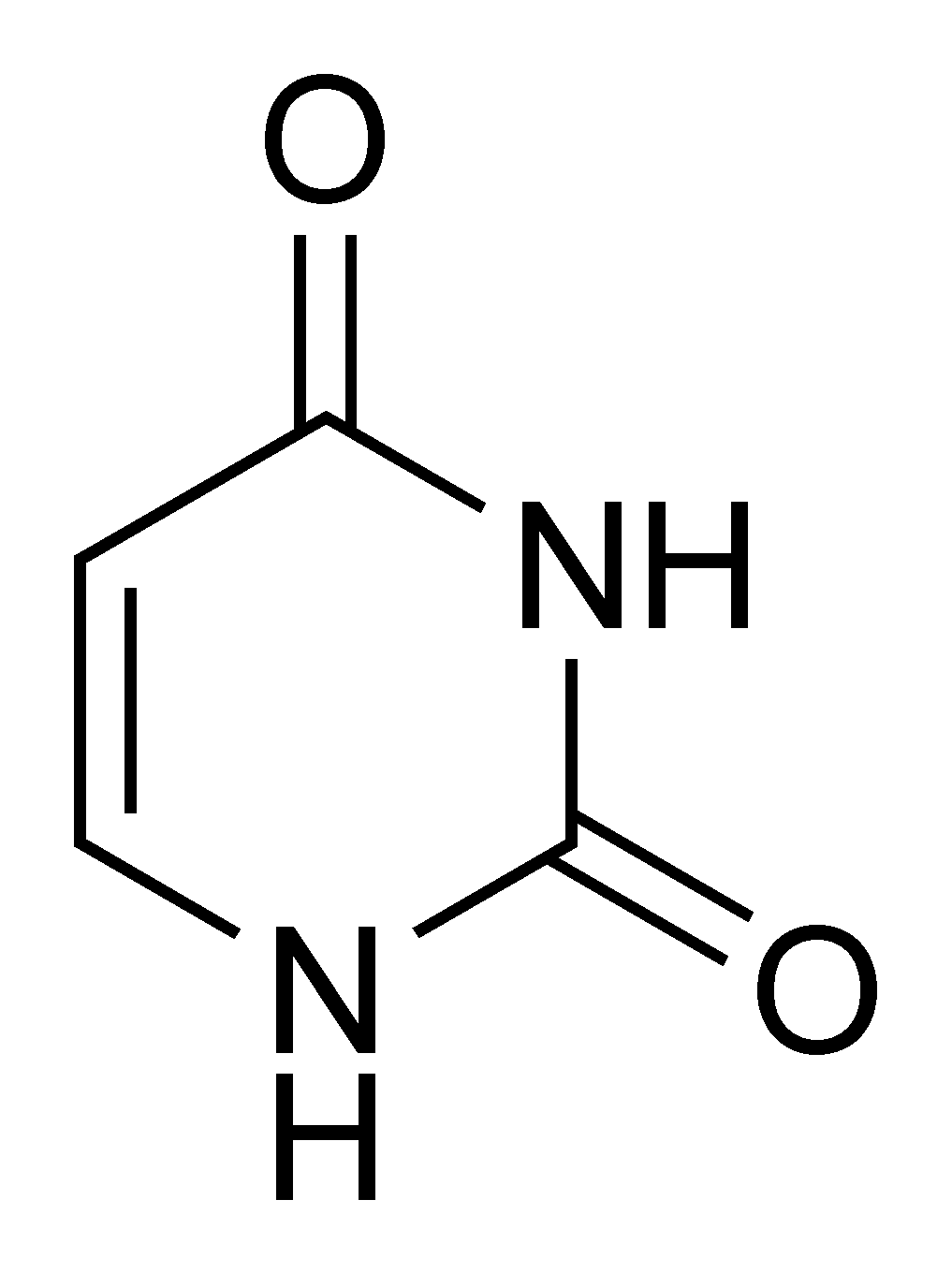
Estructura química del uracilo.

La evidencia experimental apoya el punto de vista de que el mecanismo de la SHM implica la desaminación de la citosina a uracilo en el ADN por una enzima denominada desaminasa de citidina inducida por activación o AID, por sus siglas en inglés. Un par citosina: guanina es mutada de este modo directamente a uracilo:guanina desapareados. Los residuos de uracilo no se encuentran normalmente en el ADN y, por tanto, para mantener la integridad del genoma, la mayor parte de esas mutaciones se deben reparar por enzimas reparadoras de ADN de alta fidelidad. Las bases de uracilo son retiradas por la enzima reparadora Uracilo-ADN glicosilasa. Luego ADN polimerasas proclives a error son reclutadas para completar los huecos y crear mutaciones.
La síntesis de este nuevo ADN implica ADN polimerasas proclives al error, que frecuentemente introducen mutaciones o bien en la posición de la misma citosina desaminada o en las pares de bases adyacentes. Durante la división de los linfocitos B las regiones variables de ADN son transcritas y traducidas. La introducción de mutaciones en las poblaciones de linfocitos B en rápida proliferación culmina finalmente en la producción de miles de linfocitos B, que poseen receptores ligeramente diferentes y varían su especificidad por el antígeno, de manera que se selecciona aquellas con las mayores afinidades por el antígeno para diferenciarse como células plasmáticas productoras de anticuerpos y linfocitos B con memoria que contribuyen a intensificar la respuesta inmunitaria tras una reinfección.
El proceso de hipermutación también utiliza células que pueden autoseleccionarse contra la "firma" de las propias células del organismo. Existe la hipótesis de que los fallos en este proceso de autoselección podrían ser la causa del desarrollo de una respuesta autoinmune.